# ورزشگاه ملی لاگوس
۶°۲۹′۵۱″ شمالی ۳°۲۱′۵۴″ شرقی / ۶٫۴۹۷۵۰°شمالی ۳٫۳۶۵۰۰°شرقی
ورزشگاه ملی لاگوس یک ورزشگاه چند منظوره در شهر لاگوس، نیجریه است. ورزشگاه بشتر برای مسابقات فوتبال تا سال ۲۰۰۱ مورد استفاده قرار میگرفت. میزبان رقابت های بین‌المللی از جمله جام ملت‌های آفریقا ۲۰۰۰ و مسابقات مقدماتی جام جهانی اشاره کرد. همچنین به عنوان ورزشگاه اصلی مسابقات کل آفریقا ۱۹۷۳ مورد استفاده قرار گرفته.

زمانی که ورزشگاه در سال ۱۹۷۲ ساخته شده بود آن را با ظرفیت ۴۵،۰۰۰ هزار نفر طراحی شد. و در سال ۱۹۹۹ ورزشگاه به ۵۵،۰۰۰ هزار نفر گسترش یافت.

سمت چپ ورزشگاه ملی در سال ۲۰۰۲ خراب شد و در سال ۲۰۰۴ آخرین مسابقه را میزبانی کرد. در حال حاضر گاهی برای تجمع های مذهبی استفاده می‌شود و توسط پسران منطقه و مالکان تصرف شده است. در سال ۲۰۰۹، کمیسیون ملی ورزشی آغاز یک تلاش هماهنگ برای آوردن تاسیسات به وضعیت کلاس جهانی است.